# Microderes
Microderes is een geslacht van kevers uit de familie van de loopkevers (Carabidae). De wetenschappelijke naam van het geslacht is voor het eerst geldig gepubliceerd in 1836 door Faldermann.

## Soorten
Het geslacht Microderes omvat de volgende soorten:
- Microderes akbensis Jedlicka, 1958
- Microderes brachypus (Steven, 1809)
- Microderes breviformis (Tschitscherine, 1898)
- Microderes diversopunctatus (Solsky, 1874)
- Microderes intermittens (Solsky, 1874)
- Microderes namanganensis (Heyden, 1885)
- Microderes nanulus (Tschitscherine, 1898)
- Microderes subtilis (Tschitscherine, 1898)
- Microderes taschketensis (Jedlicka, 1958)
- Microderes undulatus (Gebler, 1841)